# Coppa delle Coppe 1994-1995 (hockey su pista)
La Coppa delle Coppe 1994-1995 è stata la 19ª edizione dell'omonima competizione europea di hockey su pista riservata alle squadre di club. Il torneo ha avuto inizio l'8 febbraio e si è concluso il 22 aprile 1995. Il titolo è stato conquistato dagli italiani del Roller Monza per la terza volta nella loro storia sconfiggendo in finale i connazionali dell'Amatori Lodi. In quanto squadra vincitrice, il Roller Monza ha ottenuto anche il diritto di partecipare alla Supercoppa d'Europa.

## Squadre partecipanti
| Nazione     | Club            | Città            | Qualificazione                                 |
| ----------- | --------------- | ---------------- | ---------------------------------------------- |
| Francia     | La Vendéenne    | La Roche-sur-Yon | 2º in Nationale 1 1993-1994                    |
| Germania    | Walsum          | Duisburg         | Detentore della Coppa di Germania 1993-1994    |
| Italia      | Amatori Lodi    | Lodi             | Detentore della Coppa delle Coppe              |
| Italia      | Roller Monza    | Monza            | Finalista della Coppa Italia 1993-1994         |
| Paesi Bassi | Residentie      | L'Aia            | 2º in 1ª Klasse 1994                           |
| Portogallo  | Sporting CP     | Lisbona          | Finalista della Coppa del Portogallo 1993-1994 |
| Spagna      | Liceo La Coruña | La Coruña        | Finalista della Coppa del Re 1994              |
| Svizzera    | Ginevra         | Ginevra          | Finalista della Coppa di Svizzera 1994         |

## Risultati

### Quarti di finale
| Squadra 1       | Totale | Squadra 2    | Andata | Ritorno |
| --------------- | ------ | ------------ | ------ | ------- |
| Liceo La Coruña | 12 - 4 | La Vendéenne | 8 - 1  | 4 - 3   |
| Residentie      | 5 - 45 | Roller Monza | 2 - 22 | 3 - 23  |
| Sporting CP     | 7 - 16 | Amatori Lodi | 6 - 8  | 1 - 8   |
| Walsum          | 4 - 5  | Ginevra      | 4 - 2  | 0 - 3   |

### Semifinali
| Squadra 1       | Totale | Squadra 2    | Andata | Ritorno |
| --------------- | ------ | ------------ | ------ | ------- |
| Amatori Lodi    | 18 - 3 | Ginevra      | 9 - 0  | 9 - 3   |
| Liceo La Coruña | 7 - 8  | Roller Monza | 6 - 4  | 1 - 4   |

### Finale
| Squadra 1    | Totale | Squadra 2    | Andata | Ritorno |
| ------------ | ------ | ------------ | ------ | ------- |
| Roller Monza | 10 - 4 | Amatori Lodi | 6 - 1  | 4 - 3   |

#### Andata
| Sesto San Giovanni 8 aprile 1995 | Roller Monza | 6 – 1 | Amatori Lodi | PalaSesto |

#### Ritorno
| Lodi 22 aprile 1995 | Amatori Lodi | 3 – 4 | Roller Monza | PalaCastellotti |